# Gilgit (rzeka)
Gilgit (urdu دریائے گلگت) – rzeka w administrowanej przez Pakistan jednostce administracyjnej Gilgit-Baltistan, dopływ Indusu. Jej źródła znajdują się w łańcuchu górskim Hindu Raj, gdzie jest zasilana przez topniejące lodowce i śnieg. Od swoich źródeł Gilgit płynie na północ, następnie na wschód i południowy wschód, gdzie przepływa przez miasto Gilgit. Na południowy wschód od miasta do rzeki wpływa Hunza. Gilgit płynąc dalej w kierunku południowego wschodu uchodzi do Indusu. Całkowita długość rzeki wynosi około 240 km, a powierzchnia jej dorzecza wynosi 26 000 km².

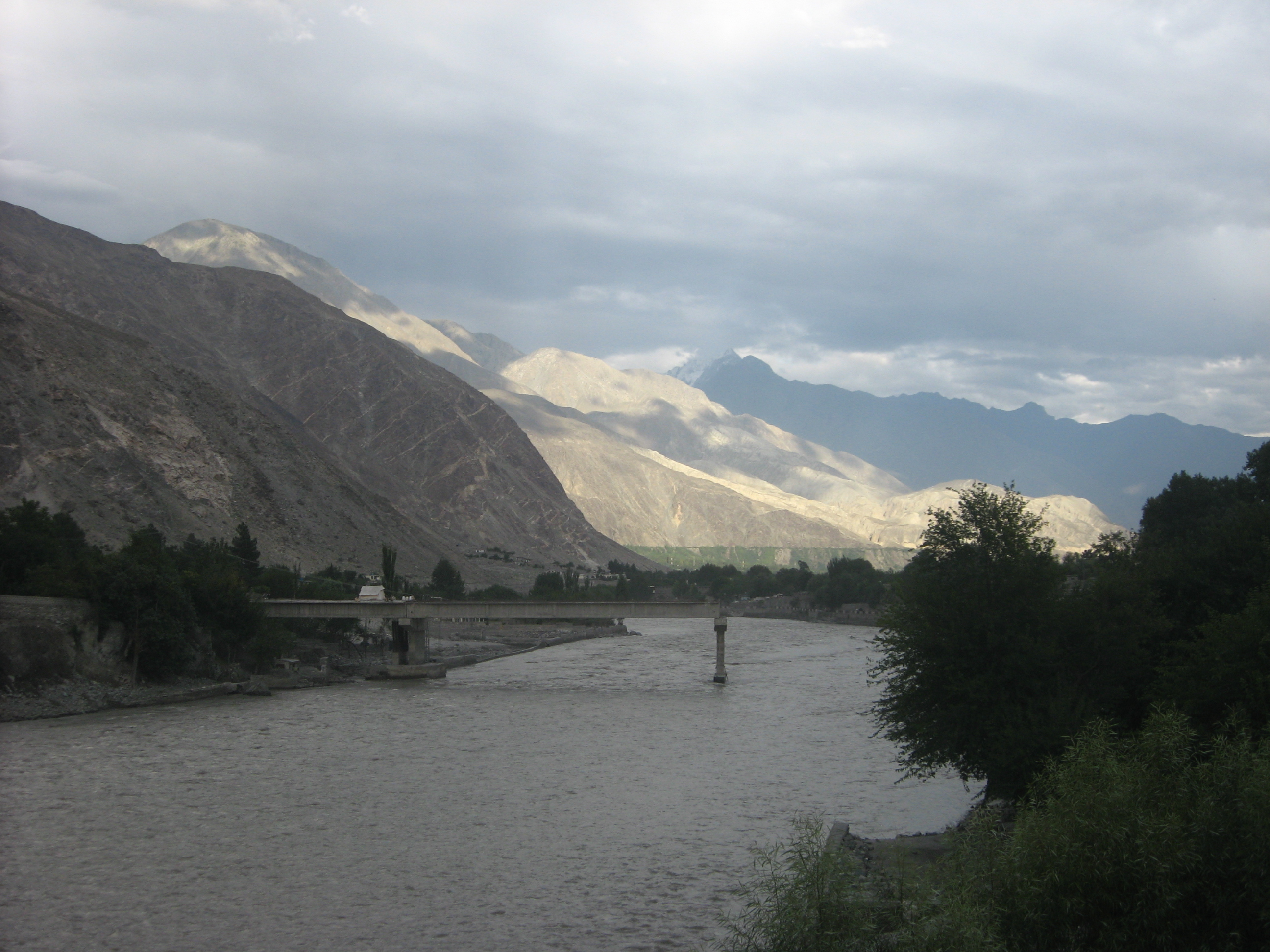
Rzeka Gilgit przepływająca przez miasto Gilgit